# Taraka Brahma
Taraka Brahma is een speciaal concept in de tantra, dat een aanduiding is voor het raakvlak tussen Saguna Brahma (gekwalificeerde aspect van Brahma) en Nirguna Brahma (ongekwalificeerde aspect van Brahma). Volgens de filosofie van Anandamurti neemt Taraka Brahma op speciale problematische momenten in de menselijke geschiedenis een lichaam aan om de menselijke beschaving een nieuwe wending te geven en Dharma te versterken tegen de krachten van a-dharma (niet-dharma of de tegenstelling van dharma). Shiva was zo'n 7000 jaar terug de eerste verschijning van Taraka Brahma op deze planeet en zo'n 3500 jaar terug verscheen Hij als Heer Krishna. Taraka Brahma heeft niets te maken met het concept van de "avatara" (incarnatie van God).
Taraka Brahma zou te onderscheiden zijn van andere goeroes, door een aantal criteria:
- Hij wordt als goeroe geboren en heeft zelf geen spirituele goeroe
- Hij komt met een speciale missie om dharma en moraliteit te herstellen na een polarisatie in de samenleving
- Zijn verschijning kondigt een periode aan van witte vrede en dharma

Hij heeft zelf geen sadhana nodig, maar beoefent het als voorbeeld voor anderen.